# Delphinium handelianum
Delphinium handelianum är en ranunkelväxtart som beskrevs av Wen Tsai Wang. Delphinium handelianum ingår i släktet storriddarsporrar, och familjen ranunkelväxter. Inga underarter finns listade i Catalogue of Life.